# Новосёловка (Макеевский городской совет)
Новосёловка (укр. Новоселівка) — село на Украине, находится в Макеевском городском совете Донецкой области. Находится под контролем самопровозглашённой Донецкой Народной Республики.

## География
Село расположено на правом берегу реки под названием Крынка.
В Донецкой области имеется ещё 6 одноимённых населённых пунктов, в том числе село Новосёловка Енакиевского городского совета, расположенное между городами Енакиево и Горловка, село Новосёловка к югу от Донецка в Старобешевском районе.

#### Соседние населённые пункты по странам света
С: Верхняя Крынка (Енакиевского горсовета), Щебёнка
СЗ: Корсунь, Шевченко
СВ: Шапошниково, Авиловка, город Енакиево
З: Петровское, Путепровод
В: Верхняя Крынка (Макеевского горсовета), Новомосковское
ЮЗ: Монахово, Красная Заря, Новый Свет, Ханженково-Северный, город Макеевка
ЮВ: —
Ю: Новомарьевка (примыкает), Нижняя Крынка (ниже по течению Крынки), Алмазное

## Население
Население по переписи 2001 года составляло 260 человек.

## Адрес местного совета
86190, Макеевский городской совет, с. Верхняя Крынка, ул.Советская, 5, телефона нет. Телефонный код — 6232.